# Boophis spinophis
Espèce
Statut de conservation UICN

 VU B1ab(iii) : Vulnérable
Boophis spinophis est une espèce d'amphibiens de la famille des Mantellidae.

## Répartition
Cette espèce est endémique de Madagascar. Elle se rencontre à environ 915 m d'altitude dans la forêt d'Ambatolahy dans le sud-est de l'île.

## Publication originale
- Glaw, Köhler, De la Riva, Vieites & Vences, 2010 : Integrative taxonomy of Malagasy treefrogs: combination of molecular genetics, bioacoustics and comparative morphology reveals twelve additional species of Boophis. Zootaxa, no 2383, p. 1-82.